# Alcedo euryzona
El martín pescador bandeado (Alcedo euryzona) es una especie de ave coraciforme de la familia Alcedinidae que vive en el sudeste asiático. 

## Distribución y hábitat
Se extiende por la península malaya, Sumatra, Borneo e islas circundantes. Distribuido por el sur de Birmania y Tailandia, Malasia, oeste de Indonesia y Brunéi. Se encuentra en las selvas, ríos y manglares.